# فرانسیس کانروی
فرانسیس کانروی (انگلیسی: Frances Conroy؛ زاده ۱۳ نوامبر ۱۹۵۳) یک هنرپیشه اهل ایالات متحده آمریکا است. وی از سال ۱۹۷۸ میلادی تاکنون مشغول فعالیت بوده‌است.
از فیلم‌ها یا برنامه‌های تلویزیونی که وی در آن نقش داشته‌است می‌توان به گل‌های پژمرده، مرد حصیری، هوانورد، شش فوت زیر زمین، بوی خوش زن، منهتن، خدمتکاری در منهتن، عشق پیش می‌آید، افسانه دسپراکس، استون، تازه‌وارد در شهر، پناهگاه، دختر فروشنده، خونسرد باش، بلادورث و جوکر اشاره کرد.